# 索伊薩洛

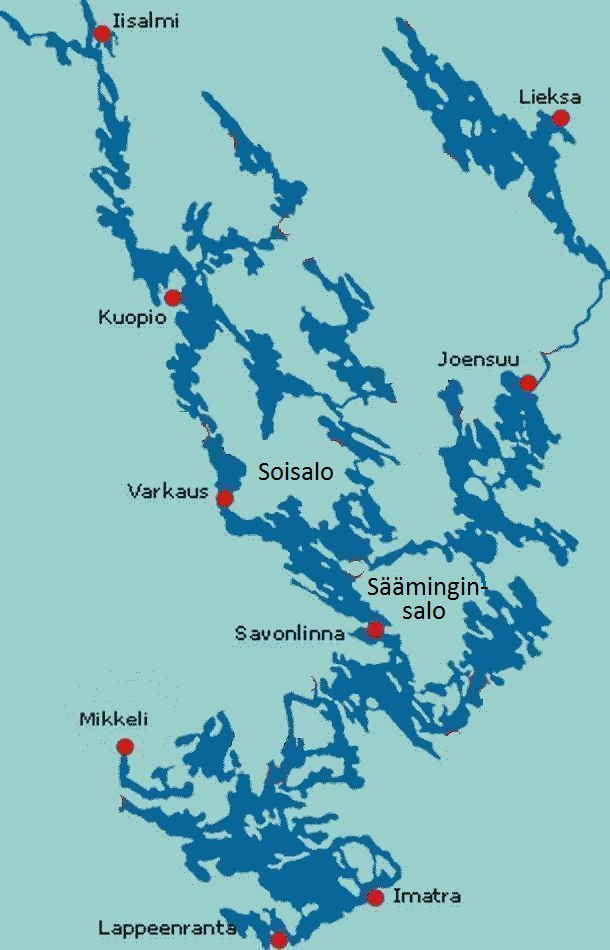
索伊萨洛（Soisalo）在塞马湖中的位置

索伊薩洛是芬蘭最大的島嶼和歐洲最大的內陸島，位於東芬蘭省，島嶼面積1,638平方公里。雖然四周被不同的湖泊環繞，但由於湖面水平各有不同，因此索伊薩洛不是真正的島嶼。